# Summer Love (canción de Justin Timberlake)
«Summer Love» es una canción del cantante estadounidense Justin Timberlake. La canción fue escrita y producida por Timberlake, Timothy "Timbaland" Mosley y Nate "Danja" Hills , para el estudio de segundo álbum de estudio de Timberlake, FutureSex/LoveSounds. La canción fue lanzada como un sencillo para radio. Se estrenó en el Billboard Hot 100 en el # 74 y alcanzó el puesto #6. El álbum FutureSex/LoveSounds para descarga digital cuenta con la versión «Summer Love», como una compra en solitario, sin "Establecer el preludio del estado de ánimo", mientras que el preludio se adjunta a la "Hasta el fin del tiempo". El CD contiene presionando el preludio de la final de «Amor de verano». 
La canción es el cuarto sencillo de FutureSex/LoveSounds de llegar a número 1 en el Mainstream Mediabase Top 40, por lo que Justin Timberlake en el primer artista en tener cuatro consecutivos Top 40 de radio # 1 del mismo álbum. Para el mercado musical en Alemania, Australia y Nueva Zelanda hubo una presentación en vivo lanzado como video musical para la canción. «Summer Love» no era elegible para trazar en Australia en el tiempo, sin embargo, ya que fue puesto en libertad solo como descarga digital allí, y las ventas de tales no se contaron como parte de los sencillos principales tabla hasta que meses más tarde (que alcanzó el puesto número 14 en la tabla de pista digital sin embargo,). En Europa, la única de cara B fue «Until the End of Time».

## Video musical
Hay un video musical de «Summer Love» (interpretado en la televisión) de una actuación en directo de los FutureSex/LoveShow en el Madison Square Garden , de Nueva York con Justin Timberlake interpretando «Summer Love» con pocos bailarines y cantantes de fondo, pero no hay vídeo oficial.

## Lista de canciones
1. «Summer Love» - 4:13
2. «Until the End of Time» (con Beyoncé) - 5:22

## Otras versiones oficiales
1. «Summer Love» (Album Version) - 6:24
2. «Summer Love» (Main Version - Clean)
3. «Summer Love» (Radio Edit) - 4:18
4. «Summer Love» (Remix featuring Sam Rhansum) - 6:12
5. «Summer Love» (Remix con Stat Quo) - 3:54
6. «Summer Love» (Remix con One-2) - 5:31
7. «Summer Love» (Remix con Fabolous and Dale)
8. «Summer Love» (Remix con No Mercy) - 4:11
9. «Summer Love» (Remix con No Mercy) - 4:11
10. «Summer Love» (Luny Tunes Reggaeton Remix) - 7:08
11. «Summer Love» (UltiMix) - 5:03

Este cambio se hizo para la descarga digital del CD FutureSex/LoveSounds que realizó iTunes.